# Bataille de Carthagène (1758)
Pour les articles homonymes, voir Bataille de Carthagène.
Guerre de Sept Ans
Batailles
- Minorque (navale) (1756)
- Pirna (1756)
- Lobositz (1756)
- Reichenberg (1757)
- Prague (1757)
- Kolin (1757)
- Hastenbeck (1757)
- Gross-Jägersdorf (1757)
- Moys (1757)
- Rochefort (1757)
- Rossbach (1757)
- Breslau (1757)
- Leuthen (1757)
- Carthagène (navale) (1758)
- Olomouc (1758)
- Saint-Malo (1758)
- Rheinberg (1758)
- Krefeld (1758)
- Domstadl (1758)
- Cherbourg (1758)
- Zorndorf (1758)
- Saint-Cast (1758)
- Tornow (1758)
- Lutzelberg (1758)
- Hochkirch (1758)
- Bergen (1759)
- Kay (1759)
- Minden (1759)
- Kunersdorf (1759)
- Neuwarp (navale) (1759)
- Hoyerswerda (1759)
- Baie de Quiberon (navale) (1759)
- Maxen (1759)
- Meissen (1759)
- Glatz (1760)
- Landshut (1760)
- Corbach (1760)
- Emsdorf (1760)
- Dresde (1760)
- Warburg (1760)
- Liegnitz (1760)
- Rhadern (1760)
- Berlin (1760)
- Kloster Kampen (1760)
- Torgau (1760)
- Belle-Île (1761)
- Langensalza (1761)
- Cassel (1761)
- Grünberg (1761)
- Villinghausen (1761)
- Ölper (1761)
- Kolberg (1761)
- Wilhelmsthal (1762)
- Burkersdorf (1762)
- Lutterberg (1762)
- Reichenbach (1762)
- Almeida (1762)
- Valencia de Alcántara (1762)
- Nauheim (1762)
- Vila Velha de Ródão (1762)
- Cassel (1762)
- Freiberg (1762)

- Jumonville Glen (1754)
- Fort Necessity (1754)
- Fort Beauséjour (1755)
- 8 juin 1755
- Monongahela (1755)
- Petitcoudiac (1755)
- Lac George (1755)
- Fort Bull (1756)
- Fort Oswego (1756)
- Kittanning (1756)
- En raquettes (1757)
- Pointe du Jour du Sabbat (1757)
- Fort William Henry (1757)
- German Flatts (1757)
- Lac Saint-Sacrement (1758)
- Louisbourg (1758)
- Le Cran (1758)
- Fort Carillon (1758)
- Fort Frontenac (1758)
- Fort Duquesne (1758)
- Fort Ligonier (1758)
- Québec (1759)
- Fort Niagara (1759)
- Beauport (1759)
- Plaines d'Abraham (1759)
- Sainte-Foy (1760)
- Neuville (1760)
- Ristigouche (navale) (1760)
- Mille-Îles (1760)
- Signal Hill (1762)

- Cap-Français (1757)
- Martinique (1759)
- Guadeloupe (1759)
- Dominique (1761)
- Martinique (1762)
- Cuba (1762)

- Chandernagor (1757)
- Plassey (1757)
- Gondelour (1758)
- Négapatam (navale) (1758)
- Condore (1758)
- Madras (1758)
- Pondichéry (navale) (1759)
- Masulipatam (1759)
- Chinsurah (1758)
- Wandiwash (1760)
- Pondichéry (1760-1761)
- Manille (1762)

- Saint-Louis (1758)
- Gorée (1758)
- Gambie

La bataille de Carthagène est une bataille navale secondaire qui a lieu le 28 février 1758 au large du port espagnol de Carthagène, en Méditerranée, pendant la guerre de Sept Ans. Une flotte britannique sous les ordres de l'amiral Osborn, qui bloquait la flotte française à l'intérieur du port de Carthagène, attaque et bat une flottille française sous les ordres de Michel-Ange Duquesne de Menneville venue à leur aide. L'interception de la flotte française permettait de limiter les renforts envoyés au secours de Louisbourg en Amérique du Nord, qui était assiégé par les Anglais et qui tombera plus tard cette année-là.

## Le contexte: laRoyal Navyqui veut s'imposer après trois années de guerre incertaine
En 1756, une expédition française met les voiles depuis Toulon et capture Minorque. Après cet épisode, les Français se replient sur Toulon dont ils ne sortent pas pendant les dix-huit mois suivants. Opérant depuis leur base à Gibraltar, les vaisseaux britanniques contrôlent les entrées et sorties en Méditerranée. Alors que la Royal Navy est entrée en guerre en 1755 avec deux fois plus de vaisseaux et frégates que la France, elle est globalement tenue en échec par sa rivale qui n'a jusque-là essuyé aucune défaite importante à part la perte de quelques bâtiments isolés. En 1757, la tentative britannique de capturer Louisbourg en Amérique du Nord est repoussée par des vaisseaux français envoyés en renfort dans la zone. Dans le même temps, une escadre française réussit à gagner les Indes orientales pour y acheminer des renforts. Pour les chefs anglais, dont l'un a été fusillé après la perte de Minorque, il devient urgent d'enregistrer des victoires.
Les Français espéraient adopter une stratégie similaire en 1758, et décidèrent d'envoyer la flotte du Brest pour renforcer la garnison de Louisbourg. Le 8 novembre 1757, une flotte française de six vaisseaux et deux frégates, placée sous les ordres de La Clue-Sabran part des îles d'Hyères proches de Toulon, mais après avoir essuyé une tempête le 30 novembre, elle est contrainte de s'abriter dans le port de Carthagène, en Espagne, restée neutre au début de la guerre,. La flotte reste sur place pour effectuer quelques réparations, lorsque le consul de France à Cadix informe La Clue de l'arrivée d'une flotte de dix vaisseaux anglais sous les ordres de l'amiral Osborn, renforcée par quatre bâtiments venus de Livourne et du Levant. Devant l'inégalité des forces, La Clue prend la décision de rester dans le port de Carthagène, permettant ainsi à la flotte anglaise d'y « enfermer » les Français. Osborn a pour ordres d'empêcher les Français de sortir de Méditerranée. Il apprend que trois vaisseaux français étaient partis de Toulon en renfort, sous les ordres de Michel-Ange Duquesne de Menneville, et que ces derniers allaient rejoindre l'escadre de La Clue. Deux autres vaisseaux, après avoir échoué à capturer un convoi britannique, parviennent également à entrer dans Carthagène pour renforcer La Clue.

## La bataille: l'anéantissement des forces de Duquesne de Menneville
Osborn croisait au large de Carthagène lorsqu'il aperçoit l'escadre de Duquesne. Apercevant que la flotte britannique était plus nombreuse, Duquesne ordonne à ses vaisseaux de se disperser. Maintenant la plus grande partie de sa flotte devant le port de Carthagène, Osborn détache quelques vaisseaux et leur ordonne de poursuivre les fuyards.
L’Orphée (64) est rattrapé et écrasé sous le feu de trois vaisseaux britanniques, alors que l'Oriflamme s'échoue délibérément pour éviter la capture. Le troisième vaisseau, le Foudroyant (80), vaisseau amiral de Duquesne, essaye d'échapper aux Britanniques, mais il est rattrapé par le HMS Monmouth (en). Après une poursuite qui dure toute la nuit, le Monmouth rattrape le vaisseau français et engage le combat. Le capitaine du Monmouth, Arthur Gardiner, est tué pendant le combat. L'attaque anglaise est facilitée par une révolte à bord du vaisseau amiral français, ce qui explique la faible résistance de celui-ci alors qu'il dispose de 80 canons contre 64 pour le Monmouth. Le Foudroyant finit par abaisser son pavillon et Duquesne est fait prisonnier, mettant un terme au combat,. La Clue, enfermé dans Carthagène, n'a pas pu secourir Duquesne à cause de vents contraires.

## Des conséquences réduites, mais qui annoncent des victoires futures
En juillet, Osborn décide que la saison est trop avancée pour que les Français fassent la traversée en direction de l'Amérique du Nord, et il se retire des environs de Carthagène pour permettre à ses vaisseaux d'aller se ravitailler. Arrivant à la conclusion qu'il ne pouvait rien faire de plus pour aider Louisbourg, qui finit par tomber le 26 juillet, La Clue-Sabran et ses vaisseaux retournent à Toulon plutôt que de tenter un passage en force au travers du détroit de Gibraltar.
La bataille redore quelque peu la réputation de la Royal Navy qui avait été écornée après la chute de Minorque en 1756, et qui s'était achevé par l'exécution de l'amiral Byng pour ne pas avoir « fait tout son possible » pour sauver Minorque. En particulier, la mort d'Arthur Gardiner qui servait à bord du vaisseau amiral de Byng pendant la bataille de Minorque, permet de laver son nom des accusations de couardise et de lâcheté qui avaient été prononcées à son encontre. Duquesne de Menneville ne reçoit plus de commandement après cette défaite.
Cette campagne offre un exemple de la tactique de « blocus resserré » que les Britanniques allaient utiliser à plusieurs reprises dans les années qui suivent, rendu possible par une innovation en matière de guerre navale avec le développement des approvisionnements en mer. Cette petite victoire en annonce de plus grandes, puisqu'à partir de 1758, la Marine française progressivement surclassée par le nombre, n'enregistre plus que des défaites qui vont se terminer par la destruction du premier empire colonial français.

## Galerie

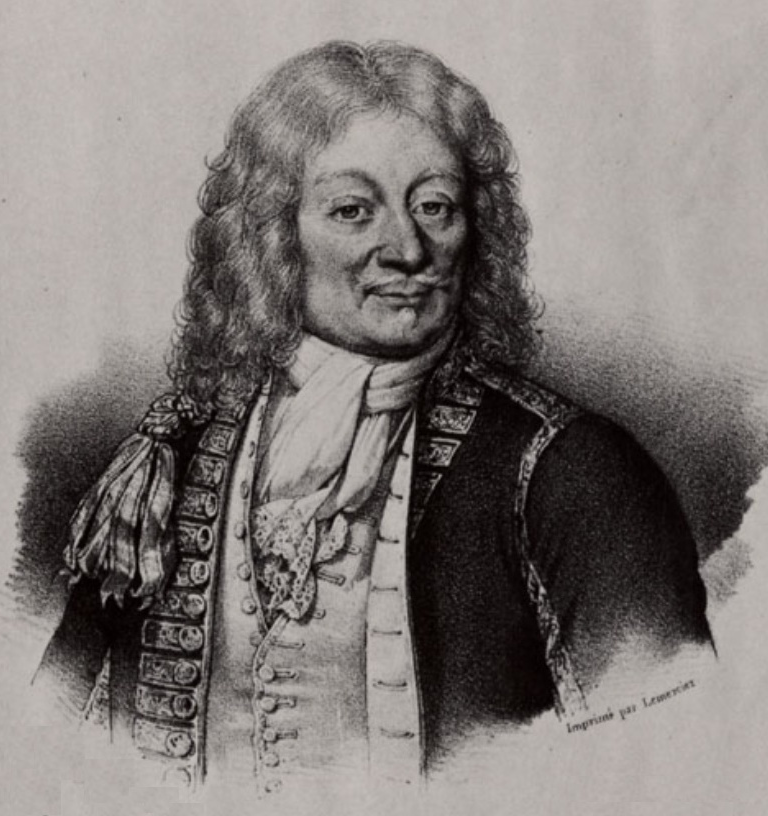
Duquesne de Menneville arrive à Carthagène avec un petit renfort de  vaisseaux.
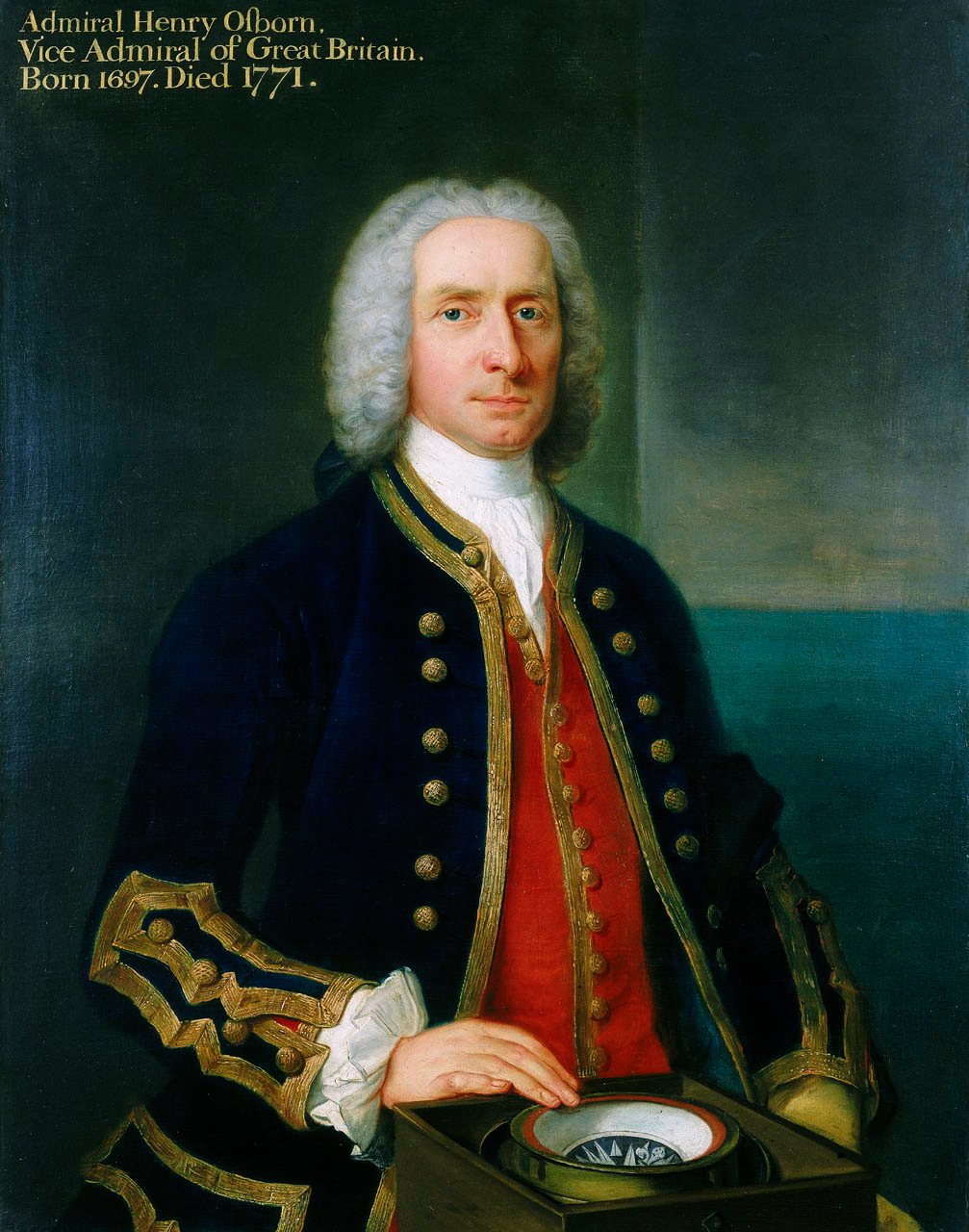
Henry Osborn dirige l'escadre de Gibraltar qui bloque Carthagène avec 14 vaisseaux.
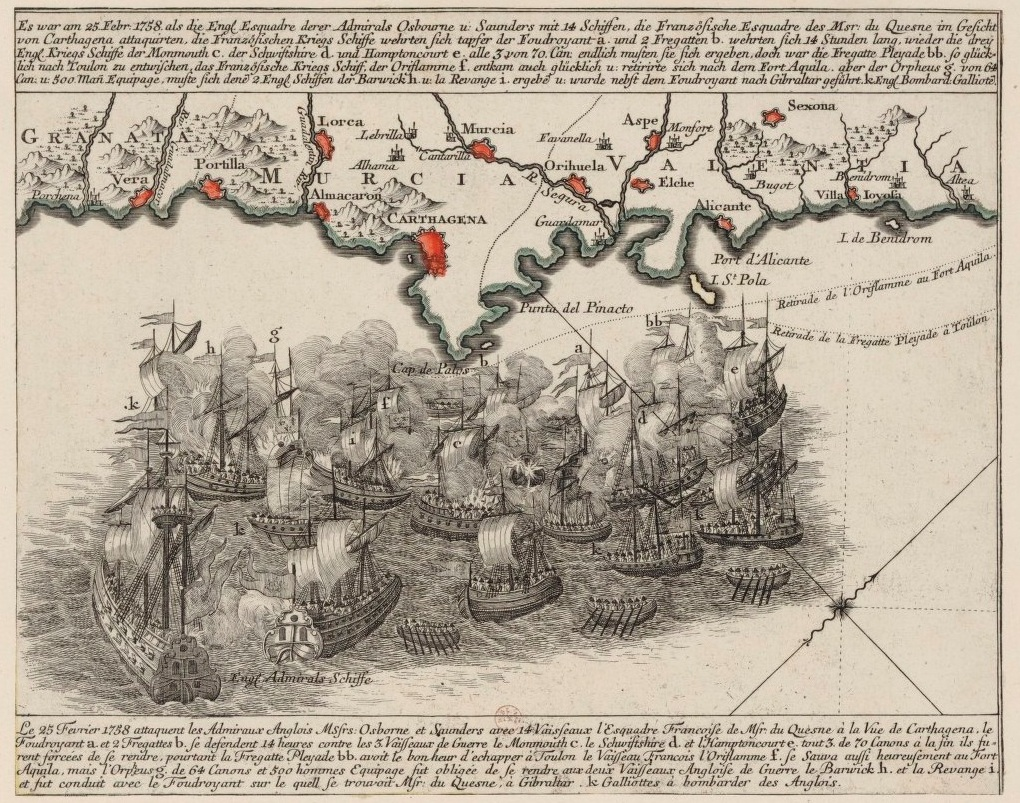
Les combats devant Carthagène, le 28 février 1758, se soldent par l'anéantissement des forces de Duquesne de Menneville.

## Sources et bibliographie
En français
- Michel Vergé-Franceschi, La Marine française au XVIIIe siècle, éditions Sedes, 1996
- Michel Vergé-Franceschi (dir.), Dictionnaire d'histoire maritime, Paris, éditions Robert Laffont, coll. « collection Bouquins », 2002, 1508 p. (ISBN 2-221-08751-8)
- Jean Meyer et Martine Acerra, Histoire de la marine française : des origines à nos jours, Rennes, Ouest-France, 1994, 427 p. [détail de l’édition] (ISBN 2-7373-1129-2, BNF 35734655)
- Étienne Taillemite, Dictionnaire des marins français, éditions Tallandier, 2002
- André Zysberg, Nouvelle Histoire de la France moderne, vol. 5 : La monarchie des Lumières, 1715-1786, Point Seuil, 2002
- Patrick Villiers, Jean-Pierre Duteil et Robert Muchembled (dir.), L’Europe, la mer et les colonies, XVIIe – XVIIIe siècle, Paris, Hachette supérieur, coll. « Carré Histoire » (no 37), 1997, 255 p. (ISBN 2-01-145196-5).
- Georges Lacour-Gayet, La Marine militaire de la France sous le règne de Louis XV, Honoré Champion éditeur, 1902 (lire en ligne)

En anglais
- (en) Julian Stafford Corbett, England in the Seven Years War : A study in combined operations, vol. I, Londres, Longmans, Greens, 1907
- (en) Jonathan R. Dull, The French Navy and the Seven Years' War, University of Nebraska, 2005
- (en) Andrew Johnston, Endgame 1758 : The promise, the glory and the Louisbourg's last decade, University of Nebraska, 2007
- (en) Richard Middleton, The Bells of Victory : The Pitt-Newcastle Ministry and the Conduct of the Seven Years' War, 1757-1762, Cambridge University Press, 1985
- (en) N.A.M. Rodger, Command of the Ocean : A Naval History of Britain, 1649-1815, Penguin Books, 2006